# Juego limpio (telenovela)
Juego Limpio es una telenovela colombiana producida por Fox Telecolombia para RCN Televisión en 2005, la historia se desarrolla después de haber finalizado las grabaciones del dramatizado Pandillas Guerra y Paz, dentro del mundo del fútbol y el amor, en donde, dos equipos de barrio, ansían convertirse en figuras famosas dentro de la selección de las cuales son hinchas, situación que será raíz de graves problemas entre ellos, que desembocarán en riñas, peleas y amenazas.
Está protagonizada por Dina Zalloum y Andrés Sandoval, con las participaciones antagónicas de Carla Giraldo y Gary Forero.

## Sinopsis
Al día siguiente del inicio de la serie se jugará un partido entre Millonarios y Nacional en Bogotá. Las autoridades toman medidas ante el alto riesgo que representa el encuentro y no se equivocan. En los barrios San Camilo y Santo Domingo, las barras bravas de Millonarios lideradas por Milton, y la de Nacional liderada por Albeiro, se preparan para un enfrentamiento previo al encuentro.  
Durante la pugna entre las dos barras, Alexandra, una hincha de Santa Fe a la que Milton pretende, resulta herida por una mujer de la barra de Nacional. En esos momentos llega la policía y todos huyen. Alexandra queda herida y no puede correr, Albeiro la observa en el piso y la ayuda no obstante que sus amigos le advierten que pertenece al otro equipo. Sin reparar en consideraciones, Albeiro la levanta y se la lleva hasta su casa donde le presta sus primeros auxilios… Alexandra está aterrada porque había escuchado que los miembros de esa barra eran malos, pero descubre lo contrario, Albeiro es un joven caballeroso, simpático, inteligente y servicial que le ayuda con respeto.
Aparece cupido y cumple su función. Alexandra y Albeiro se enamoran y empiezan desde ese mismo instante un calvario que los hará transitar por caminos empedrados y espinosos antes de encontrar la aceptación. De un lado porque Milton, el enemigo número uno de los hinchas de Nacional, también esta enamorado de ella y, en segundo lugar, porque a todos los miembros de la barra de Millonarios se le prohíbe juntarse con miembros de otras barras, más aún inmiscuirse sentimentalmente. Los dos protagonistas lo saben y por eso, no se entusiasman tanto.
En casa de Alexandra, Andrés, su hermano y mejor amigo de Milton, se entera de que ella no ha llegado y se asusta empezando la búsqueda. Junto a su compañero de la barra, creen que la capturó la policía o que huyó, pero ignoran que ella esté en casa de su peor enemigo. Por sugerencia de Claudia deciden ir a buscarla a casa de Albeiro, pero el estigma que recae sobre este, por ser de Medellín, hace que los amigos de Alexandra tomen medidas extremas, así las cosas, Andrés saca el arma de su papá y encabeza la marcha hacia el lugar donde está su hermana.
Al llegar la turba enaltecida, Albeiro y Alexandra se asustan y acuden donde la mamá de éste, Doña Lucy, para que los saque del problema. La enérgica señora sale a la puerta y doblega con autoridad a Andrés quien está a punto de disparar en medio de un gran nerviosismo porque jamás ha utilizado un arma. Finalmente, Lucy sale avante con su autoridad y delante de todos ridiculiza al joven que intenta demostrar su valentía con un arma. Los hinchas de Millos se van y Alexandra aprovecha para salir. Albeiro la acompaña hasta su casa y los dos acuerdan no verse más ante la imposibilidad de mantener, así sea, una amistad. Alexandra se acuesta feliz porque ha conocido al hombre de su vida, pero al mismo tiempo experimenta algo de amargura al saber que ese amor es imposible.
Al día siguiente y como nunca lo había hecho, Alexandra le pide a Andrés que la lleve al Estadio. Ella sabe que puede ver a Albeiro y se ilusiona. Su hermano acepta pero el padre de los dos, Don Mariano, se opone porque ha escuchado por radio que el partido es de alto riesgo y teme por la seguridad de sus hijos. Finalmente y ante los ruegos de Alexandra, y la ayuda de Doña Cecilia, los dos jóvenes consiguen el permiso y salen corriendo al parque donde están concentrados los miembros de la barra, listos para irse al partido.
En el barrio vecino, los hinchas de Nacional también se aprestan a partir. Faltan 8 horas para el partido, quieren llegar primero para conseguir el mejor puesto dentro del estadio. En pleno paradero de buses, los hinchas de Nacional son sorprendidos por los de Millonarios que vienen en un bus, estos lanzan todo tipo de objetos desde las ventanas del vehículo, logrando que una moneda impacte la cabeza de Albeiro. Alexandra se angustia y hasta trata de bajarse del vehículo, pero sus amigos se lo impiden. Ella queda muy preocupada y Albeiro muy ardido, prometiendo vengarse a las afueras del Estadio. Cuando las barras se encuentran, se forma la trifulca, golpes van y vienen, interviene la policía, algunos hinchas huyen y otros son capturados. Cuando Alexandra está a punto de ser apresada por un policía, Albeiro, quien ya estaba a salvo, decide empujarlo para salvarla. Sin embargo, él y sus mejores amigos, al igual que Milton, Andrés y los suyos, son capturados.
En la Estación de Policía, el Coronel ordena separarlos de celda por lo que los policías se ven en la obligación de meter a los hinchas de Nacional en la celda de mujeres. Allí hay solo dos detenidas que son trasladadas a una oficina. En algún lugar cercano al Estadio, Alexandra y Claudia piensan si cuentan a sus papás lo sucedido o esperan a que los muchachos sean soltados después del partido como ha sucedido otras veces. Sin embargo se van para la estación de policía a tratar de hablar con ellos.
En la Estación, uno de los policías que custodia a los detenidos está escuchando el partido y se entera del primer gol de Millonarios. Albeiro y sus amigos lamentan el gol, pero el policía atenúa su pena con una gran noticia: Alexandra lo está buscando. En efecto, luego de visitar en su celda a Milton, dejándole en claro que no quiere tener nada con él, ella se escurre sigilosamente por los pasillos de la estación para hablar con Albeiro, Albeiro se entera que hubo una avalancha en la tribuna Noroccidental del Campín donde Carlos Alberto Beto cae y es llevado al hospital. Allí se miran, se encuentran, se abrazan, se preguntan el uno por el otro, se manifiestan que se han pensado y hasta extrañado dejando en claro que, a pesar de los inconvenientes y los obstáculos hay algo más grande que les impide dejar de verse. Por eso, prometen verse de nuevo, así sea lejos de sus barrios para empezar a luchar por conquistar el imposible espacio donde pueda florecer ese sentimiento que ahora los anima.
En adelante, la serie girará en torno a dos grandes temas: Primero, el amor imposible de Albeiro y Alexandra con Milton y Lina María la Exnovia de Albeiro como antagonistas y, segundo, el deseo de Albeiro y un puñado de muchachos interesados en convertirse en jugador profesional de fútbol. Con respecto a lo primero, veremos la lucha de esta pareja por lograr ser aceptados. Es una especie de “West side history” donde las barras luchan por sus banderas y su territorialidad, con una estructura dramática convencional, donde dos personas luchan por su amor en medio de los ataques escalonados y continuos de dos o más antagonistas. Uno de esos antagonistas será Juan Camilo, empresario de fútbol de estrato alto quien conoce a Alexandra y se enamora de ella. Además, se mostrarán otros dos triángulos amorosos que representan otras dos edades: El de la edad juvenil con Patricia enamorada del Profe Alberto y Antony enamorado de ella, y el de los adultos, cuyo triángulo amoroso está representado en el Profe Alberto, Margot y Diana, la exesposa del profesor que aparece a amargarles la vida.

## Elenco
- Dina Zalloum como Alexandra
- Andrés Sandoval como Albeiro
- Marcelo Cezán como el profesor Alberto
- Carla Giraldo como Claudia
- Gary Forero como Miltón Paniagua
- Lina Angarita como Lina María
- Herbert King como el viejo Migue
- Carmenza Cossio como Lucy
- Oscar Bordá como 'La Abeja' Muñoz
- Martha Restrepo como Margot
- Natalia Giraldo como Cecilia
- Pedro Mogollón como Mariano
- Lucero Gómez como doña Marta
- Luz Mary Arias como Fabiola
- Paola Díaz como Angélica
- John Alex Ortiz como Carlos Alberto Pérez Beto
- Jorge Monterrosa como Yiyo
- Jorge Soto como Sebastián
- John Jairo Jaimes como Edwin
- Felipe Gallofare como Juan Camilo
- Linda Baldrich como Daniela Pérez
- Nicole Santamaría como Paola
- Jonathan Cabrera como Tatayo
- Juan Carlos Jiménez como Rubén Darío
- Rafael Pedroza como John Jairo Hoyos
- Laura Perico como Patricia
- Orianika Velásquez como Betty
- Marianella Quintero como Valentina
- Andrea Guzmán como María del Pilar
- Juanse Quintero como Anthony
- Camilo Trujillo como William
- John Mirky como Marcos
- Roger Moreno como Fernando
- Claudio Cataño como Andrés
- Santiago Munevar como el coronel Salgado
- Alfonso Peña como el teniente Figueroa
- Moisés Cadavid como el padre Manuel
- Alirio López como el Padre Alirio

## Ficha técnica
- Realización y Producción: TeleColombia S.A.
- Directores: Armando Barbosa y Alfredo Tappan
- Directores Asistentes: Gonzalo Prieto y Daulis Molina
- Historia Original y Libretos: Gustavo Bolívar Moreno
- Producción Ejecutiva: Amparo López
- Jefe de Producción: María Inés Duque
- Directores de Fotografía: Marco Morales y Jaime Andrés Duque
- Director de Arte: Marleny Carvajal
- Música Original: William Tapan y Alejandro Escallón
- Musicalización: Francisco Rodríguez
- Edición: Camilo Escobar
- Script: Angélica Cadavid y Alexandra Casas
- Jefe de Vestuario: Martina Sánchez
- Jefe de Maquillaje: Esperanza Galeano